# 达尼埃尔·特罗扬诺夫斯基
达尼埃尔·特罗扬诺夫斯基（波蘭語：Daniel Trojanowski，1982年7月24日—），波兰男子赛艇运动员。他曾代表波兰参加世界赛艇锦标赛，获得一枚金牌和一枚铜牌。他也曾参加2004年、2008年、2012年和2016年夏季奥运会。